# Panoramalift (Melchsee-Frutt)
Der Panoramalift auf Melchsee-Frutt im Kanton Obwalden ist eine Aufzuganlage und ein Aussichtsturm.

## Einzelnachweise

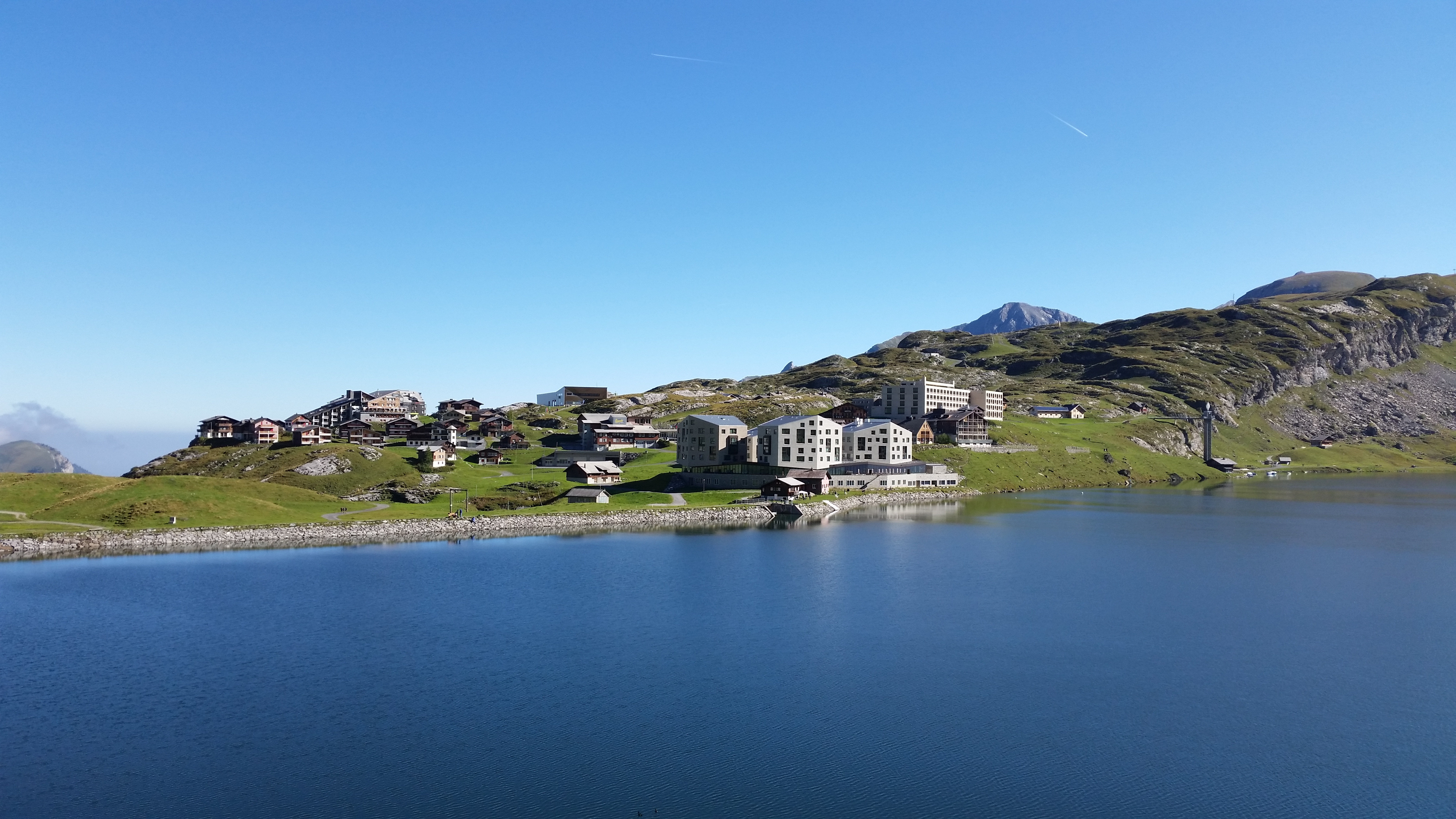
Melchsee-Frutt 2018

## Geschichte
Der Aufzug befindet sich auf der Frutt, am sogenannten «Alten Stollen» und wurde im Jahre 2011 eröffnet. Er transportiert die vom Distelboden kommenden Wanderer oder Skifahrer hin und zurück zu ihren Unterkünften in der Oberen Frutt. Der Aufzug hat eine Förderleistung von 485 Personen pro Stunde und ist rund um die Uhr kostenlos in Betrieb. Hersteller der Anlage ist die Schindler Aufzüge AG. In der Aufzugkabine finden maximal 21 Personen Platz. Das zulässige Gesamtgewicht liegt bei 1600 kg. Die Aussichtsplattform bietet einen Überblick über den Melchsee und die dortige Obwaldener Berglandschaft.